# 藤嶋正信
藤嶋 正信（ふじしま まさのぶ）は、日本の財務官僚。内閣府沖縄振興局総務課長。

## 来歴
滋賀県彦根市出身。洛南高等学校から京都大学に入学。京都大学大学院経済学研究科を修了し、2002年 財務省入省（理財局財政投融資総括課）。同期入省には浅賀崇、梅村元史、小岩徹郎、藤中康生らがいる。財政投融資制度の企画・立案、財政投融資計画の策定などに関する取りまとめを担った。2004年 仙台国税局調査査察部国税調査官。
その後は大臣官房秘書課長補佐（大臣政務官秘書官） 、主税局総務課長補佐、主税局総務課長補佐（総括）兼主税局総務課税制企画室長などを務める。
2021年10月27日 外務省在中国大使館参事官。2024年7月1日 大臣官房付。同年7月12日 内閣府沖縄振興局総務課長。